# Saint-Roman-de-Codières
 Saint-Roman-de-Codières  es una población y comuna francesa, situada en la región de Languedoc-Rosellón, departamento de Gard, en el distrito de Le Vigan y cantón de Sumène.

## Demografía
| 206 | 132 | 138 | 147 | 134 | 180 |
| Para los censos de 1962 a 1999 la población legal corresponde a la población sin duplicidades (Fuente: INSEE [Consultar]) |     |     |     |     |     |